# Halolimnohelix conradti
Halolimnohelix conradti é uma espécie de gastrópode  da família Hygromiidae.
É endémica da Tanzânia.